# Форнара, Луиджи
Луиджи Форнара (итал. Luigi Fornara: 19 января 1916, Кассарат — 1992) — швейцарский футболист, игравший на позиции защитника за команду «Лугано». В составе сборной Швейцарии сыграл два матча.

## Карьера
Луиджи Форнара вместе с братом Марио выступал за футбольный клуб «Лугано», с которым в 1941 году выиграл национальный чемпионат. В 1943 году он дошёл с командой до финала кубка страны, в котором уступили «Грассхопперу» со счётом 2:1.
В составе сборной Швейцарии Луиджи провёл два официальных матча, дебютировав 28 декабря 1941 года в товарищеском матче против Испании. Встреча завершилась со счётом 3:2 в пользу испанцев. В последний раз за сборную он сыграл 1 января 1942 года против сборной Португалии.

## Достижения

### Командные

#### «Лугано»
- Чемпион Швейцарии: 1940/41
- Финалист Кубка Швейцарии: 1942/43